# Drakovec

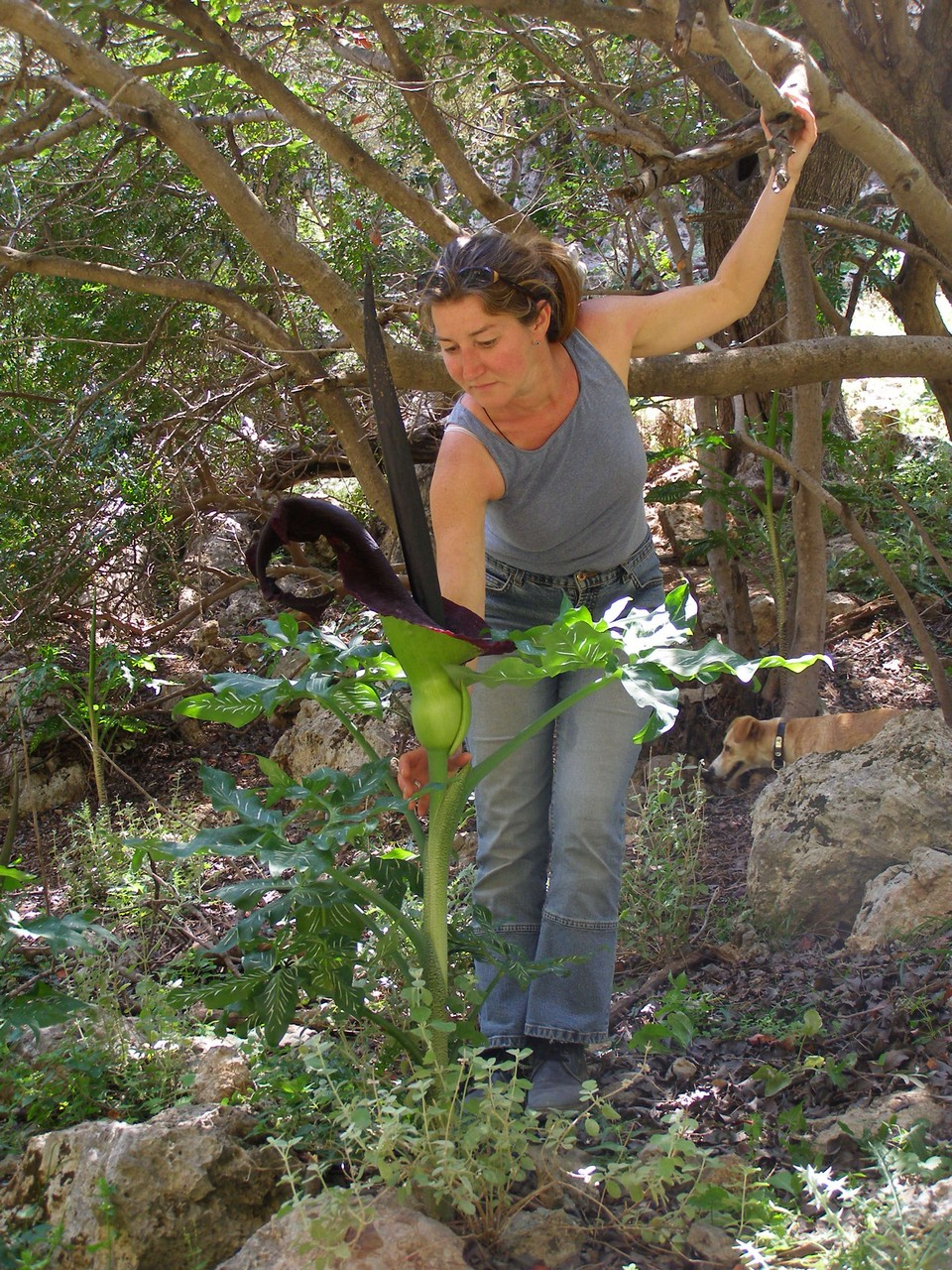
Drakovec obecný

Drakovec (Dracunculus) je rod rostlin z čeledi árónovité, zahrnující pouze 2 druhy. Jsou to poměrně robustní byliny se znoženě členěnými listy a velkým páchnoucím květenstvím, které může dosáhnout výšky až 90 cm. Drakovec obecný kvete sytě purpurově a je rozšířen ve východním Středomoří, zatímco drakovec kanárský má toulce bílé a vyskytuje se na Kanárských ostrovech a Madeiře. Drakovce jsou občas pěstovány jako botanická kuriozita. V podmínkách České republiky nejsou dostatečně zimovzdorné.

## Popis
Drakovce jsou vytrvalé byliny, v dormantní fázi zatahující do kulovité podzemní hlízy. Listy jsou řapíkaté, hluboce znoženě laločnaté. Žilnatina je v rámci každého laloku zpeřená, spojující se u okraje čepele do sběrné žilky.
Květenství se rozvíjí spolu s listy a může být až 90 cm dlouhé. Toulec je buď sytě purpurový nebo bílý.
Palice je asi stejně dlouhá jako toulec. Zóna samičích květů přechází bez přechodu v samčí zónu, která je od vrcholového přívěsku oddělená krátkou zónou sterilních samčích květů.
Květy jsou jednopohlavné, bezobalné. V samčích květech jsou 3 až 4 tyčinky.
Semeník samičích květů obsahuje jedinou komůrku s několika vajíčky.
Plodem jsou červenooranžové bobule obsahující několik semen, nahloučené do palicovitého plodenství.

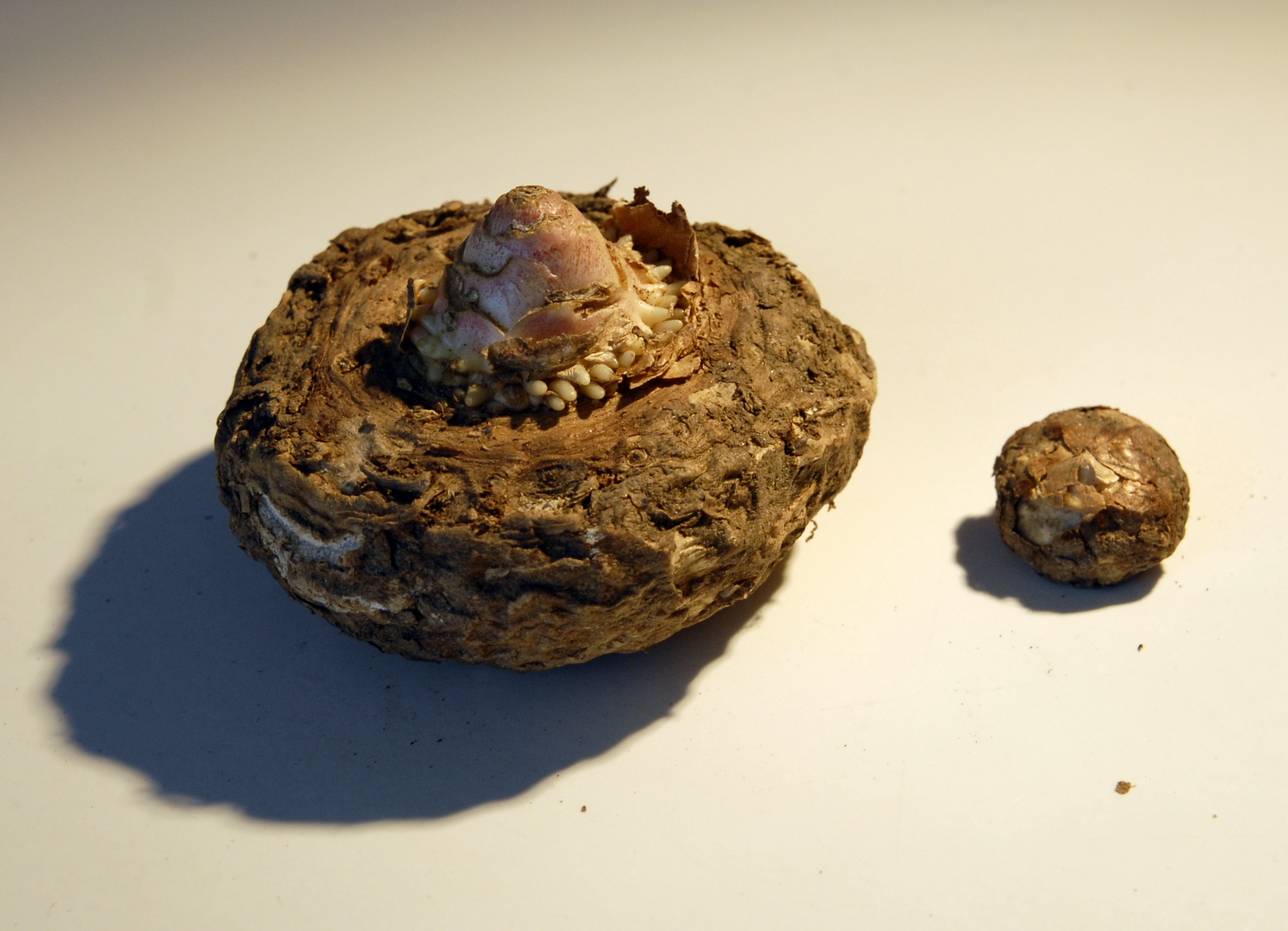
Hlízy drakovce obecného
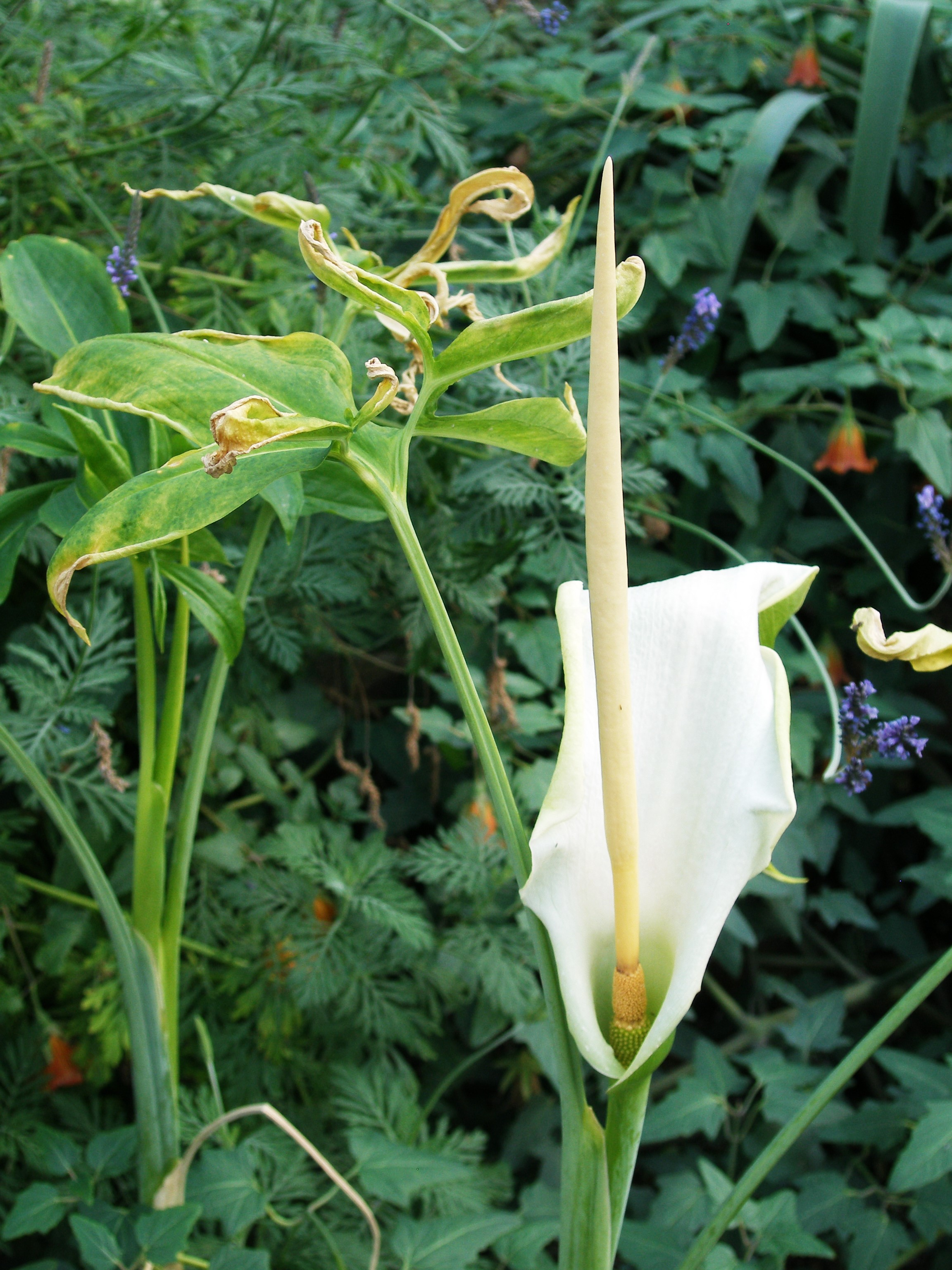
Kvetoucí drakovec kanárský
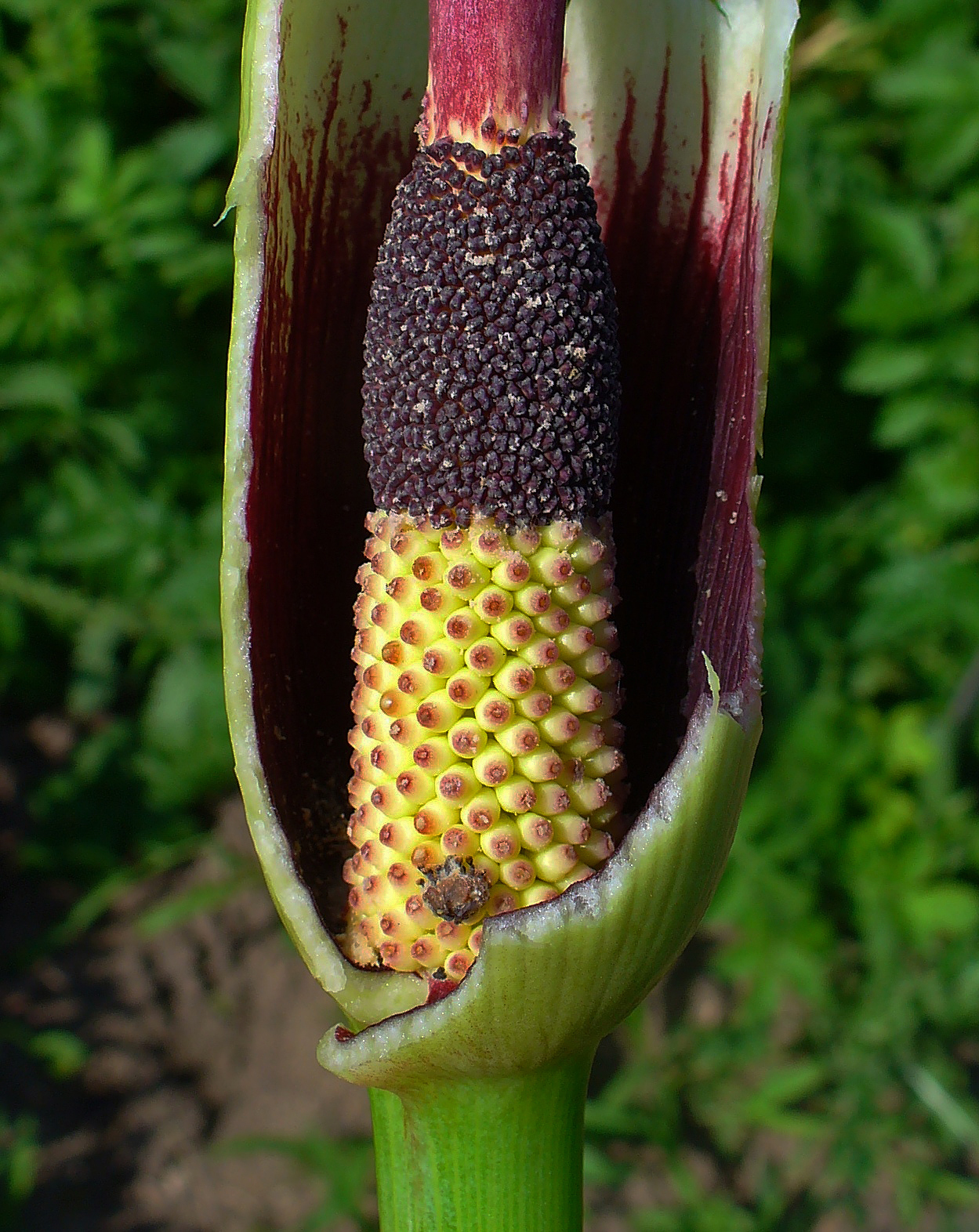
Detail palice drakovce obecného
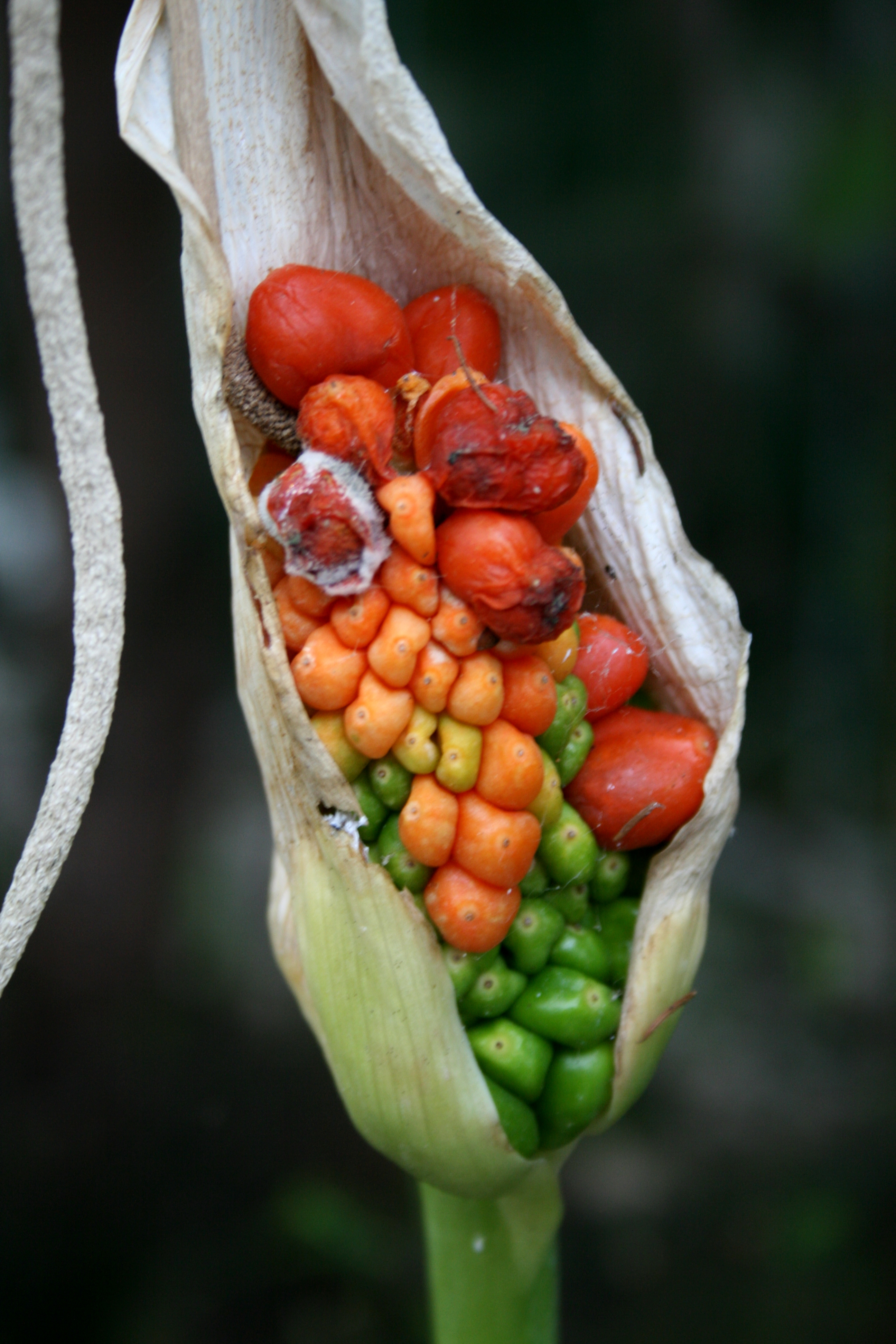
Plodenství drakovce kanárského

## Rozšíření
Rod zahrnuje pouze 2 druhy. Drakovec obecný se vyskytuje ve Středomoří od Itálie a Sardinie po střední Turecko. Drakovec kanárský je endemit Makaronésie, omezený svým výskytem na Kanárské ostrovy a Madeiru.
Drakovce rostou jako geofyty v podrostu středomořské keřové a stromové vegetace, jako jsou makchie, olivovníkové a kaštanovníkové háje, někdy i v kamenité otevřené krajině.

## Ekologické interakce
Květenství drakovců vydávají zápach připomínající hnijící maso, čímž lákají rozličný hmyz vyhledávající mršiny a rozkládající se organický materiál. Květy jsou opylovány zejména brouky z čeledí drabčíkovití, kožojedovití, mršníkovití a mrchožroutovití a různými mouchami. Analýzou chemických látek podílejících se na zápachu květenství byl zjištěn zejména trimethylamin, dále několik dalších aminů, indol a amoniak.

## Taxonomie
Rod Dracunculus je v rámci čeledi árónovité řazen do podčeledi Aroideae a tribu Areae.

## Zástupci
- drakovec kanárský (Dracunculus canariensis)
- drakovec obecný (Dracunculus vulgaris, syn. D. creticus)

## Význam
Drakovec obecný je v teplejších oblastech mírného pásu občas pěstován jako trvalka a botanická zajímavost. Kvete v červnu až červenci. Je uváděn ze sbírek některých českých botanických zahrad.
Hlízy a plody drakovce obecného byly v minulosti používány při léčení revmatismu a hemeroidů.

## Pěstování
Drakovce pocházejí z oblastí s mediteránním klimatem a v podmínkách České republiky je není možno pěstovat celoročně venku (USDA zóna odolnosti 7 až 10), hlízy je však možno na podzim vykopat a skladovat podobně jako jiřiny. Drakovce vyžadují humózní, dobře propustnou zem a suché léto. Snášejí plné slunce i zastínění, ve stínu však déle trvá než dorostou do květu schopné velikosti. Množí se snadno dceřinými hlízami. Dceřiné rostliny je vhodné jednou za několik let odstraňovat, neboť natěsnané rostliny hůře kvetou.